# ڢ
ڢ-буква расширенного арабского письма. Используется в магрибском диалекте арабского языка, а также исторически в даргинской, чеченской, лакской, лезгинской и в ингушской. Происходит от буквы фа с перемещением точки под букву.

## Использование
В магрибском диалекте традиционно буква фа(ف) пишется как ڢ, поскольку там же буква к̣аф пишется как ڧ.
В уйгурском языке и у арабов Средней азии-наоборот буква к̣аф пишется по-обычному-ق, а вот фа(ف) иногда пишется как ڧ.
В даргинской, лакской, лезгинской, чеченской и в ингушской письменности на основе арабского письма буква пӏ передавалась буквой ڢ. Означает губно-губной абруптив /p’/. Буква ڢ в современных письменностях этих языках соответствует букве пӏ. Позже в даргинском аджаме в 1920 году вместо ڢ стала использоваться буква ڣ и соответствовала диграфу пӏ.